# Politique dans le Cher
Le département français du Cher est un département créé le 4 mars 1790 en application de la loi du 22 décembre 1789, à partir des  anciennes provinces du Berry, du Bourbonnais, du Nivernais et de l'Orléanais. Les 287 actuelles communes, dont presque toutes sont regroupées en intercommunalités, sont organisées en 15 cantons permettant d'élire les conseillers départementaux. La représentation dans les instances régionales est quant à elle assurée par 11 conseillers régionaux. Le département est également découpé en 3 circonscriptions législatives, et est représenté au niveau national par trois députés et deux sénateurs. 

## Représentation politique et administrative

### Préfets et arrondissements

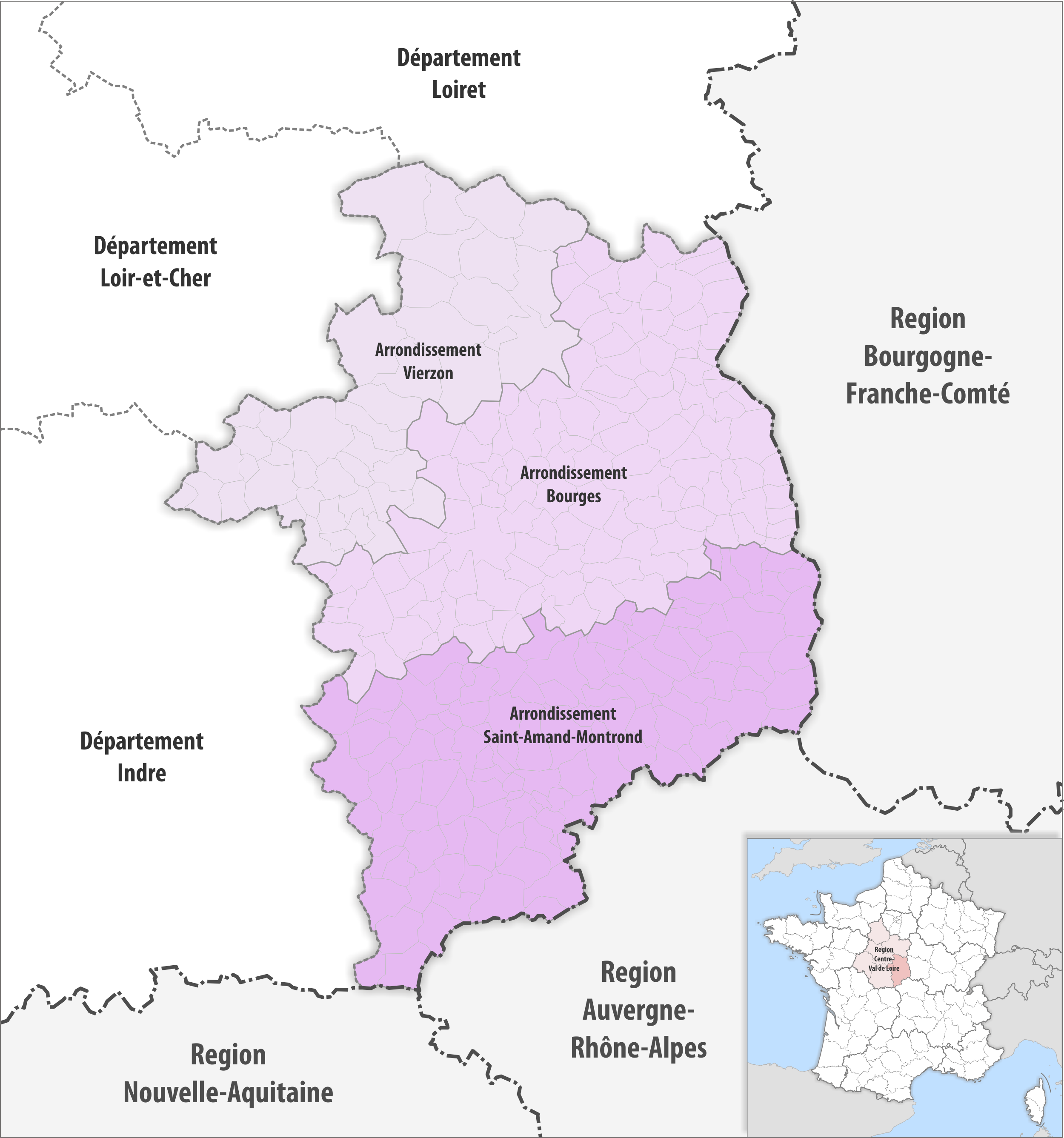
Arrondissements

La préfecture du Cher est localisée à Bourges. Le département possède en outre trois sous-préfectures à Saint-Amand-Montrond et Vierzon. Jusqu'en 1926, le département possédait un arrondissement supplémentaire à Sancerre.

### Députés et circonscriptions législatives

Circonscriptions et affiliations à l'issue des élections de 2024.

| Circ. | Nom                        |  | Parti | Groupe                           | Suppléant       |
| ----- | -------------------------- |  | ----- | -------------------------------- | --------------- |
| 1re   | François Cormier-Bouligeon |  | RE    | Ensemble pour la République      | Denis Coquery   |
| 2e    | Nicolas Sansu              |  | PCF   | Gauche démocrate et républicaine | Irène Félix     |
| 3e    | Loïc Kervran               |  | HOR   | Horizons et indépendants         | Emmanuel Riotte |

### Sénateurs
| Nom                 |  | Parti | Groupe                  | Autres mandats (passés ou actuels) |
| ------------------- |  | ----- | ----------------------- | ---------------------------------- |
| Rémy Pointereau     |  | LR    | Groupe Les Républicains |                                    |
| Marie-Pierre Richer |  | LR    | Groupe Les Républicains |                                    |

### Conseillers départementaux

Cantons et affiliations à l'issue des élections de 2021.

| Canton                  | Conseiller Sortant           | Parti | Parti | Conseiller élu            | Parti | Parti |
| ----------------------- | ---------------------------- | ----- | ----- | ------------------------- | ----- | ----- |
| Aubigny-sur-Nère        | Michel Autissier             |       | LR    | David Dallois             |       | LR    |
| Aubigny-sur-Nère        | Anne Cassier                 |       | LR    | Anne Cassier              |       | LR    |
| Avord                   | Christine Chapeau            |       | PS    | Bénédicte de Choulot      |       | DVD   |
| Avord                   | Pascal Méreau                |       | PS    | Pierre Grosjean           |       | DVD   |
| Bourges-1               | Yann Galut                   |       | PS    | Yann Galut                |       | PS    |
| Bourges-1               | Francine Gay                 |       | PS    | Sakina Robinson           |       | PS    |
| Bourges-2               | Irène Félix                  |       | PS    | Irène Félix               |       | PS    |
| Bourges-2               | Renaud Mettre                |       | PS    | Renaud Mettre             |       | PS    |
| Bourges-3               | Zehira Ben Ahmed             |       | PS    | Zehira Ben Ahmed          |       | PS    |
| Bourges-3               | Hugo Lefelle                 |       | PS    | Hugo Lefelle              |       | PS    |
| Bourges-4               | Véronique Fenoll             |       | LR    | Véronique Fenoll          |       | LR    |
| Bourges-4               | Jacques Fleury               |       | LR    | Jacques Fleury            |       | LR    |
| Chârost                 | Philippe Charrette           |       | LR    | Philippe Charette         |       | LR    |
| Chârost                 | Nicole Progin                |       | LR    | Marie-Line Cirre          |       | DVD   |
| Châteaumeillant         | Marilyne Brossat             |       | DVD   | Daniel Fourré             |       | DVD   |
| Châteaumeillant         | Daniel Fourre                |       | DVD   | Bernadette Perrot-Dubreil |       | LR    |
| Dun-sur-Auron           | Pascal Aupy                  |       | LR    | Didier Brugère            |       | DVD   |
| Dun-sur-Auron           | Marie-Pierre Richer          |       | LR    | Marie-Pierre Richer       |       | LR    |
| La Guerche-sur-l'Aubois | Bernadette Courivaud         |       | PS    | Bernadette Courivaud      |       | PS    |
| La Guerche-sur-l'Aubois | Robert Belleret              |       | PS    | Serge Méchin              |       | PS    |
| Mehun-sur-Yèvre         | Sophie Bertrand              |       | LR    | Sophie Bertrand           |       | LR    |
| Mehun-sur-Yèvre         | Bruno Meunier                |       | DVD   | Christian Gattefin        |       | DVD   |
| Saint-Amand-Montrond    | Annie Lallier                |       | LR    | Clarisse Duluc            |       | LR    |
| Saint-Amand-Montrond    | Emmanuel Riotte              |       | LR    | Emmanuel Riotte           |       | LR    |
| Saint-Doulchard         | Françoise Le Duc             |       | DVD   | Richard Boudet            |       | DVD   |
| Saint-Doulchard         | Thierry Vallée               |       | LR    | Catherine Rebottaro       |       | DVD   |
| Saint-Germain-du-Puy    | Ghislaine de Bengy-Puyvallée |       | LR    | Marie-Christine Baudoin   |       | PCF   |
| Saint-Germain-du-Puy    | Jean-Claude Morin            |       | LR    | Gérard Clavier            |       | DVG   |
| Saint-Martin-d'Auxigny  | Fabrice Chollet              |       | LR    | Fabrice Chollet           |       | LR    |
| Saint-Martin-d'Auxigny  | Béatrice Damade              |       | UDI   | Béatrice Damade           |       | UDI   |
| Sancerre                | Patrick Bagot                |       | DVD   | Patrick Bagot             |       | DVD   |
| Sancerre                | Michelle Guillou             |       | DVD   | Sophie Chestier           |       | DVD   |
| Trouy                   | Patrick Barnier              |       | DVD   | Patrick Barnier           |       | DVD   |
| Trouy                   | Corinne Charlot              |       | DVD   | Florence Pierre           |       | UDI   |
| Vierzon-1               | Karine Chêne                 |       | PCF   | Mélanie Chauvet           |       | PCF   |
| Vierzon-1               | Franck Michoux               |       | PCF   | Franck Michoux            |       | PCF   |
| Vierzon-2               | Jean-Pierre Charles          |       | PCF   | Jean-Pierre Charles       |       | PCF   |
| Vierzon-2               | Delphine Pietu               |       | PCF   | Delphine Pietu            |       | PCF   |

### Conseillers régionaux
Présidence : François Bonneau (Loiret)
|            | Parti | Siège |
| ---------- | ----- | ----- |
| Majorité   |       |       |
|            | PS    | 2     |
|            | MR    | 1     |
|            | PCF   | 1     |
|            | EÉLV  | 1     |
|            | G·s   | 1     |
| Opposition |       |       |
|            | RN    | 2     |
|            | LR    | 2     |
|            | TdP   | 1     |

### Maires

Carte des 287 communes du Cher au 1er janvier 2022.

| Commune | Maire         |  | Parti | Élection | Population |
| ------- | ------------- |  | ----- | -------- | ---------- |
| Bourges | Joël Bruneau  |  | PS    | 2020     | 64 551     |
| Vierzon | Nicolas Sansu |  | PCF   | 2008     | 25 903     |